# Oberland (region administracyjny)
Oberland (niem. Verwaltungsregion Oberland) – region administracyjny w Szwajcarii, w kantonie Berno, o pow. ok. 2900 km², zamieszkany przez ok. 213 tys. osób. Powstał 1 stycznia 2010.

## Podział administracyjny
W skład regionu wchodzą cztery okręgi (Verwaltungskreis):
- Frutigen-Niedersimmental,
- Interlaken-Oberhasli,
- Obersimmental-Saanen,
- Thun.